# Сива чиопа
Сива чиопа (лат. Apus pallidus) мала је птица, наизглед јако слична сеоској или градској ласти. Међутим, чиопа није сродна са птицама из реда певачица и припада засебном реду, Apodiformes. Сличност са ластама је због конвергнетне еволуције и сличних еколошких ниша.
Чиопа има јако кратке ноге којима се једино може кретати по вертикалној подлози. Име рода Apus је латинско име за чиопу, мада је у античко време сматрана врстом ласте без ногу (од стгрч. α, а, "без" и стгрч. πούς, поус, "стопало") и pallidus на латинском значи "светлије боје". Никада својевољно не седи на хоризонталној површини, а већину живота проводи у ваздуху, хранећи се инсектима које хвата својим кљуном. Воду пије у лету.

## Таксономија
Сива чиопа је први пут описана од стране енглеској природописца Џорџа Ернеста Шелија 1870. године.

## Опис
Ово је 16–17 центиметара дугачка птица и јако слична црној чиопи и идентификација и разликовање од црне чиопе је јако изазовно. Као и остале чиопе, ова врста има рачваст и усечен реп и дугачка српаста крила која подсећају на бумеранг.
Ово је тамнија птица која има бело грло које је уочљиво и са велике даљине. Тело сиве чиопе је крупније и више браон од тела црне чиопе, са светлијим летним перима и перима тела која имају беле оквире па подсећају на крљушт. Оглашава се пиштавим звуком, сличним осталим члановима породице, мада је оглашавање по структури јако просто и без слогова.

## Распрострањење и станиште
Сива чиопа се гнезди на литицама и поткапинама широм Медитерана и на Канарским острвима и Мадеири. Полаже до два јаја. Као и ласте, ово је миграторна птица и зиму проводи у Африци и јужној Азији. У Србији се гнезди само у југоисточној Србији око Власинског језера. Процењена величина популације је 26—38 гнездећих парова.
Ретко се среће северно од њених подручја гнежђења, мада је вероватно недовољно евидентирана због проблема са идентификацијом. Због близине јужног ареала распострањења, сива чиопа стиже раније и одлази касније од црне чиопе, тако да пажљиво треба посматрати ове птице, нарочито оне ране или касне чиопе северно од уобичајеног ареала распрострањења.